# Tsouglag Gyatso
Pawo Rinpoché
Tsouglag Trengwa Tsouglag Kuntou Zangpo
Tsouglag Gyatso  (tibétain : གཙུག་ལག་རྒྱ་མཚོ་, Wylie : gtsug lag rgya mtsho, 1568 - 1630) est le 3e Pawo Rinpoché, un tulkou important de la lignée karma-kagyu. 

## Biographie
Tsouglag Gyatso est né en 1568 dans une vallée de Bandi Lung près du monastère Tsourphou. Son père est Sonam Gyatso et sa mère Nordzin Wangmo.
À l'âge de 9 ans, le 9e karmapa, Wangchuk Dorje et le 5e shamarpa, Konchok Yenlak l'ont reconnu comme réincarnation du 2e Pawo, Tsouglag Trengwa 
Il a été intronisé à Sekhar Gutok, le siège des premières incarnations de Pawo. 
Il a pu aussi résidé au monastère de Lhalung dans le Lhodrak et dont le 2e Pawo fut l'abbé. 
A huit ans, il a pris ses vœux d'Upasaka du 5e Zurmang Garwang Rinpoche (en), qui lui a donné des enseignements.
À 19 ans, il a pris les vœux de Bhiksu du 9e karmapa, qui lui a transmis des enseignements dont ceux du 8e karmapa, Mikyo Dorje et ceux de la tradition Drikung Kagyu.
À 23 ans, il entra dans une retraite intensive de trois ans et aurait eu de nombreuses visions de divinités, signes de réalisation spirituelle.
Lorsque le 9e karmapa est mort, Tsuklak Gyatso construit un stupa en argent en son honneur. Il a formé le 10e karmapa, Choying Dorje, et l'a ordonné en 1615. Parmi ses autres élèves, les 5e Tsurpu Gyeltsab, Drakpa Choying, Tsele Natsko Rangdrol et Darding Rigdzin Trinle Lhundroub 
Tsouglag Gyatso est mort en 1630. Gyelwai Wangpo, un de ses disciples, dirigea ses funérailles.